# Cerro Capaja (berg i La Paz)
Cerro Capaja är ett berg i Bolivia.   Det ligger i departementet La Paz, i den centrala delen av landet, 300 km nordväst om huvudstaden Sucre. Toppen på Cerro Capaja är 4 378 meter över havet, eller 476 meter över den omgivande terrängen. Bredden vid basen är 13,2 km.
Terrängen runt Cerro Capaja är huvudsakligen kuperad, men söderut är den platt. Runt Cerro Capaja är det ganska glesbefolkat, med 22 invånare per kvadratkilometer.. Närmaste större samhälle är Sica Sica, 8,7 km nordost om Cerro Capaja. 
Omgivningarna runt Cerro Capaja är i huvudsak ett öppet busklandskap.